# Brandon Ingram
Brandon Xavier Ingram (Kinston, 2 september 1997) is een Amerikaans basketballer voor de Toronto Raptors in de NBA.

## Carrière
Ingram speelde collegebasketbal voor de Duke Blue Devils van 2015 tot 2016. In 2016 stelde hij zich kandidaat voor de NBA draft en werd als tweede gekozen na Ben Simmons door de Los Angeles Lakers. In zijn eerste seizoen nam hij deel aan de Rising Stars Challenge samen met ploegmaat D'Angelo Russell. Aan het einde van het seizoen werd hij verkozen tot NBA All-Rookie Second Team. In de zomer nam hij deel aan de NBA Summer League voor de Lakers. Voor het tweede jaar op rij nam hij deel aan de Rising Stars Challege. In het volgende seizoen groeide hij als hij fit was uit tot een basisspeler voor de Lakers. In december 2018 werd hij door zijn ploeg zeer kort naar de South Bay Lakers gestuurd om te herstellen van zijn blessure.
In juli 2019 werd hij door de Lakers geruild naar de New Orleans Pelicans – in dezelfde ruil waren ook nog de Washington Wizards betrokken, een hoop draftpicks, geldsommen en de volgende spelers: Lonzo Ball, Josh Hart, De'Andre Hunter, Isaac Bonga, Jemerrio Jones, Moritz Wagner, Anthony Davis. Bij de Pelicans werd Ingram opnieuw een basisspeler en werd hij in 2020 verkozen tot NBA Most Improved Player. Datzelfde jaar werd hij ook voor het eerst verkozen tot NBA All-Star.
In februari 2025 werd hij geruild naar de Toronto Raptors voor Bruce Brown, Kelly Olynyk en twee draftkeuzes.

## Erelijst
- NBA All-Star: 2020
- NBA Most Improved Player: 2020
- NBA All-Rookie Second Team: 2017

## Statistieken

### Regulier seizoen
| Seizoen  | Team                 | WG  | WS  | MPW  | 2P%  | 3P%  | FW%  | RPW | APW | SPW | BPW | PPW  |
| -------- | -------------------- | --- | --- | ---- | ---- | ---- | ---- | --- | --- | --- | --- | ---- |
| 2016/17  | Los Angeles Lakers   | 79  | 40  | 28,8 | 40,2 | 29,4 | 62,1 | 4,0 | 2,1 | 0,6 | 0,4 | 9,4  |
| 2017/18  | Los Angeles Lakers   | 59  | 59  | 33,5 | 47,0 | 39,0 | 68,1 | 5,3 | 3,9 | 0,8 | 0,7 | 16,1 |
| 2018/19  | Los Angeles Lakers   | 52  | 52  | 33,8 | 49,7 | 33,0 | 67,5 | 5,1 | 3,0 | 0,5 | 0,6 | 18,3 |
| 2019/20  | New Orleans Pelicans | 62  | 62  | 33,9 | 46,3 | 39,1 | 85,1 | 6,1 | 4,2 | 1,0 | 0,6 | 23,8 |
| 2020/21  | New Orleans Pelicans | 61  | 61  | 34,3 | 46,6 | 38,1 | 87,8 | 4,9 | 4,9 | 0,7 | 0,6 | 23,8 |
| 2021/22  | New Orleans Pelicans | 55  | 55  | 34,0 | 46,1 | 32,7 | 82,6 | 5,8 | 5,6 | 0,6 | 0,5 | 22,7 |
| 2022/23  | New Orleans Pelicans | 45  | 45  | 34,2 | 48,4 | 39,0 | 88,2 | 5,5 | 5,8 | 0,7 | 0,4 | 24,7 |
| Carrière | Carrière             | 413 | 374 | 33,0 | 46,4 | 36,4 | 78,4 | 5,2 | 4,1 | 0,7 | 0,6 | 19,2 |
| All-Star | All-Star             | 1   | 0   | 8,6  | 25,0 | 0,0  | —    | 1,0 | 1,0 | 1,0 | 0,0 | 2,0  |

### Play-inns
| Seizoen  | Team                 | WG | WS | MPW  | 2P%  | 3P%  | FW%  | RPW | APW | SPW | BPW | PPW  |
| -------- | -------------------- | -- | -- | ---- | ---- | ---- | ---- | --- | --- | --- | --- | ---- |
| 2021/22  | New Orleans Pelicans | 2  | 2  | 36,1 | 62,5 | 0,0  | 70,0 | 5,5 | 5,5 | 0,0 | 0,0 | 28,5 |
| 2022/23  | New Orleans Pelicans | 1  | 1  | 37,8 | 52,6 | 50,0 | 81,8 | 6,0 | 7,0 | 0,0 | 1,0 | 30,0 |
| Carrière | Carrière             | 3  | 3  | 36,7 | 59,3 | 25,0 | 76,2 | 5,7 | 6,0 | 0,0 | 0,3 | 29,0 |

### Play-offs
| Seizoen  | Team                 | WG | WS | MPW  | 2P%  | 3P%  | FW%  | RPW | APW | SPW | BPW | PPW  |
| -------- | -------------------- | -- | -- | ---- | ---- | ---- | ---- | --- | --- | --- | --- | ---- |
| 2021/22  | New Orleans Pelicans | 6  | 6  | 39,3 | 47,5 | 40,7 | 83,0 | 6,2 | 6,2 | 0,7 | 0,3 | 27,0 |
| Carrière | Carrière             | 6  | 6  | 39,3 | 47,5 | 40,7 | 83,0 | 6,2 | 6,2 | 0,7 | 0,3 | 27,0 |